# Dionchus rachycentris
Dionchus rachycentris är en plattmaskart. Dionchus rachycentris ingår i släktet Dionchus och familjen Dionchidae. Inga underarter finns listade i Catalogue of Life.